# Бернгард Шмідт
Бернгард Шмідт (ест. Bernhard Schmidt; 11 квітня 1879 — 1 грудня 1935) — естонський оптик, винахідник дзеркального телескопа великої світлосили, вільного від коми.
Родився на острові Найссаар (поблизу Таллінна). У 1896—1901 був телеграфістом, фотографом, робітником на заводі електричних машин. У 1901 вступив до Політехнічного інституту в Гетеборзі (Швеція), потім переїхав до Німеччини, де продовжував навчання в технікумі в Мітвейді. У 1904 через відсутність коштів змушений був залишити навчання. Обладнав у Мітвейді невелику оптичну майстерню з виготовлення параболічних дзеркал для любителів астрономії, а також побудував невелику обсерваторію. У 1916 почав співпрацювати з Бергедорфською обсерваторією (поблизу Гамбурга), в 1926 був зарахований до її штату. З 1928 постійно жив у Бергедорфі.
Створена Шмідтом нова система телескопа — дзеркально-лінзова фотографічна камера, названа пізніше рефлектором системи Шмідта (або камерою Шмідта), і тепер вважається одним з видатних досягнень в області телескопобудування. У роботі «Світлосильна дзеркальна система, вільна від коми» (1932) вперше дав опис нової системи телескопа. Система Шмідта практично вільна від усіх аберацій (крім кривини поля) і тому дозволяє будувати телескопи з великою світлосилою при великому полі зору (до 25 при відносному отворі 1:1). Всесвітньо відомий телескоп системи Шмідта (корекційна пластина 122 см, сферичне дзеркало 183 см) встановлено в обсерваторії Маунт-Паломар у Каліфорнії. При світлосилі 1:2,5 його корисне поле дорівнює 6. За 10 хвилин експонування на ньому можна отримати зображення зірок до 20-ї зоряної величини. Цей телескоп був використаний при складанні детальної карти неба, відомої під назвою Паломарського атласу. Один з найбільших і досконалих телескопів цього типу став до ладу в Бергедорфській обсерваторії в 20-ту річницю з дня смерті Шмідта. Найбільший телескоп системи Шмідта виготовлений в Єні народним підприємством «Карл Цейс» і встановлений в обсерваторії Таутенбурга (поблизу Єни). Діаметр корекційної пластини цього інструменту 134 см, діаметр дзеркала 2 м, фокусна відстань 4 м, корисне поле на фотопластинці розміром 24 × 24 см дорівнює приблизно 5.
Кратер Шмідт на Місяці названий на честь трьох однофамільців — Й. Ф. Ю. Шмідта, О. Ю. Шмідта і Б.Шмідта.